# 富錦路
富錦路是中華人民共和國上海市寶山區一條東西走向道路，西至滬太公路，東與郊環隧道相連。富錦路大部分路段緊貼上海绕城高速公路。該道路始建於1980年，最初名為東延路。1981年以黑龍江富錦市命名為富錦路。